# Маркончини, Маттео
Маттео Маркончини (род. 26 августа 1989, Ареццо, Тоскана) — итальянский дзюдоист, серебряный призёр чемпионата мира, участник летних Олимпийских игр 2016 года в Рио-де-Жанейро.

## Карьера
Родился 26 августа 1989 года в городе Ареццо (Тоскана). В 2005 году стал серебряным призёром первенства Италии среди кадетов, а в 2008 году повторил этот успех на первенстве среди юниоров. В 2007 году занял третье место на первенстве страны среди молодёжи, а последующие два года становился победителем этого первенства. Серебряный призёр (2009 и 2011 годы) и победитель (2010 и 2012 годы) чемпионатов Италии среди взрослых. В 2016 году стал третьим на чемпионате мира среди военнослужащих. Становился победителем и призёром престижных международных турниров. В 2017 году стал серебряным призёром чемпионата мира.
На Олимпиаде Маркончини последовательно победил филиппинца Кодо Накано, бельгийца Йоахима Боттье и представителя Молдавии Валериу Думиникэ. Затем последовало поражение от грузинского борца Автандила Чрикишвили. В первой из утешительных схваток Маркончини победил болгарина Ивайло Иванова. В схватке за третье место он уступил представителю ОАЭ Серджу Тома и занял итоговое 5-е место.